# Френсіс Блекберн

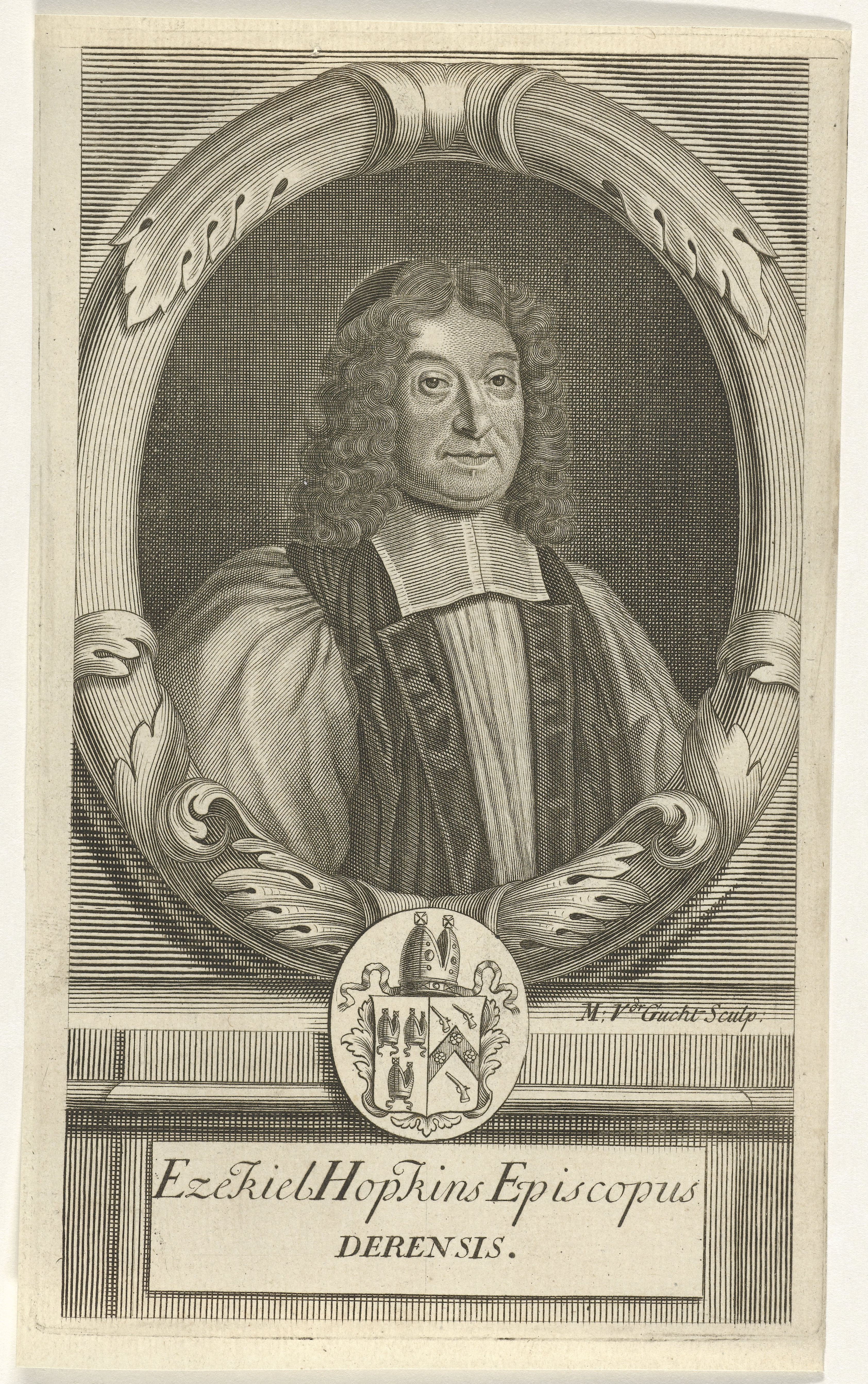
Єзекіль Гопкінс (пом. 1690 р.).

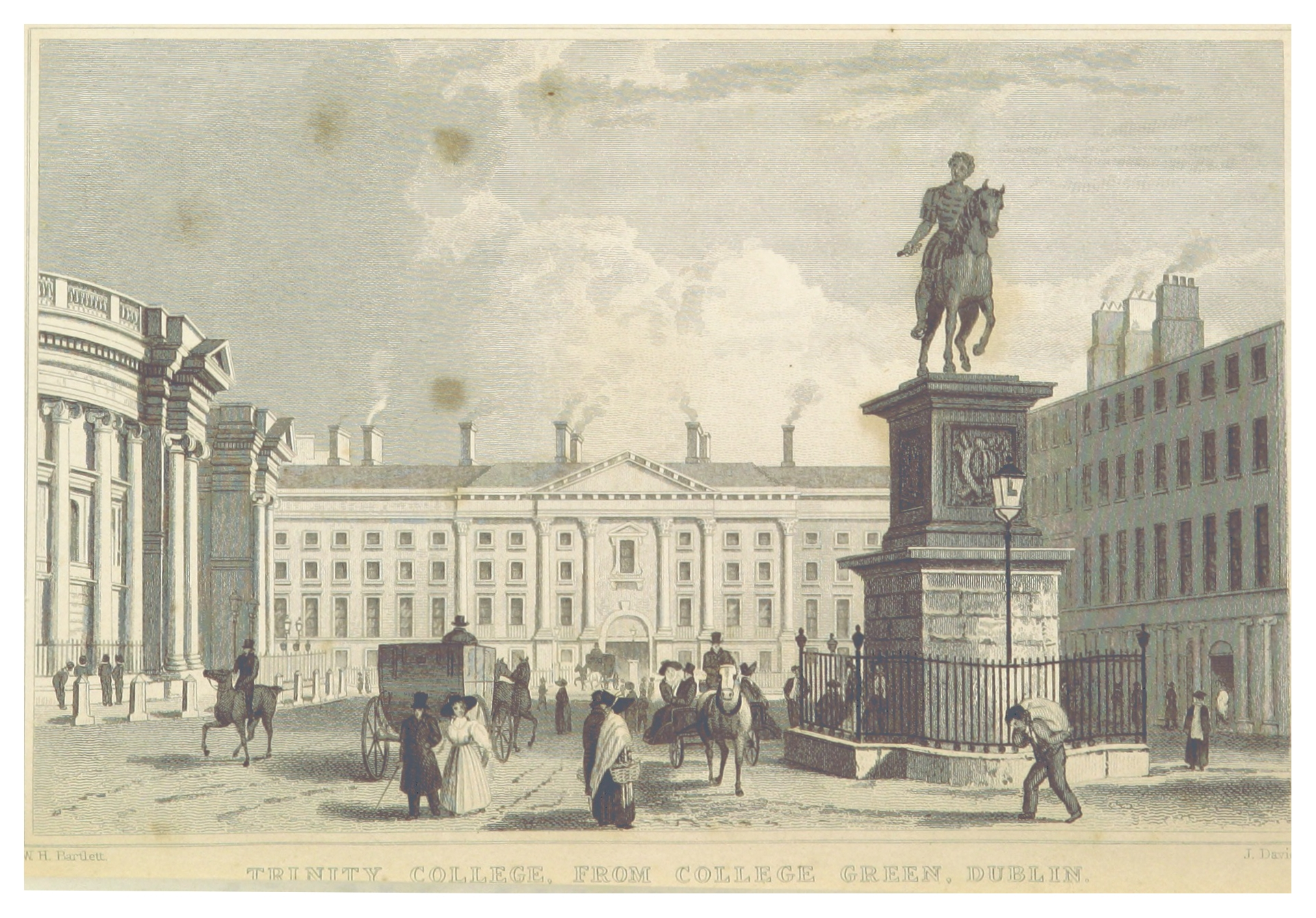
Трініті-коледж, Дублін, малюнок 1837 року.

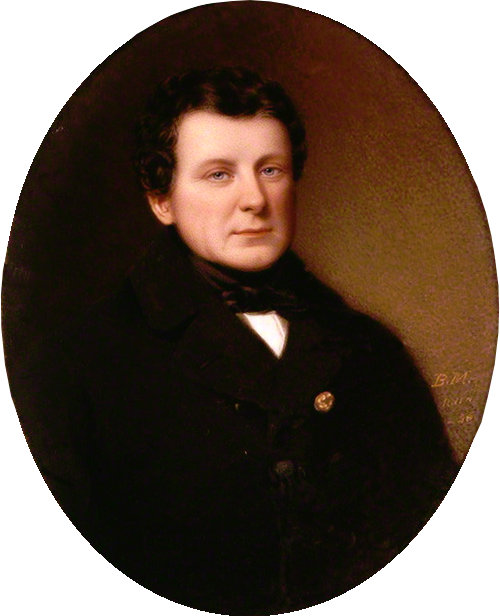
Деніел О’Коннелл (1775 – 1845).

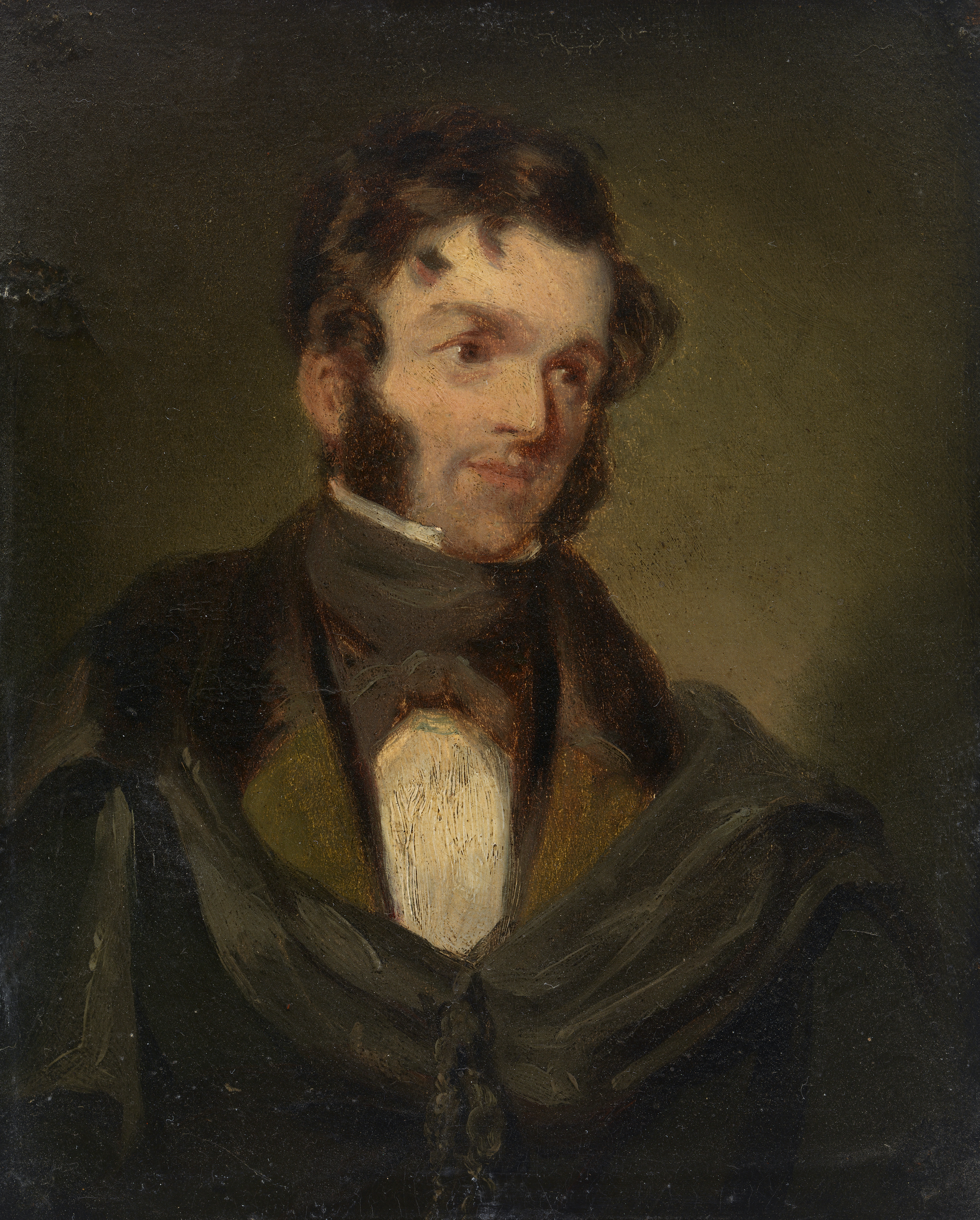
Вільям Сміт О’Браєн (1803 – 1864) – борець за свободу Ірландії.

Френсіс Блекберн (англ. Francis Blackburne; 11 листопада 1782 – 17 вересня 1867) – ірландський юрист, суддя, політик, депутат параменту Об’єднаного Королівства Великої Британії та Ірландії від Ірландії, лорд-канцлер Ірландії.  

## Життєпис

### Походження
Френсіс Блекберн народився в Грейт-Футстауні, що в графстві Міт. Він був сином Річарда Блекберна з Грейт-Футстауна та племінником Ентоні Блекберна, заступника лорд-лейтенанта та верховного шерифа графства Міт. Його мати Елізабет була донькою Френсіса Гопкінса (1724 – 1778) з Гіллстауна, графство Міт та з Дарвістауна, графство Вестміт, двоюрідною сестрю сера Френсіса Гопкінса, депутата парламенту, І баронета Атбой, графство Міт. Вони були двома нащадками Єзекіеля Гопкінса, єпископа Деррі, що відзначався під час облоги Деррі, та його другої дружини Арамінти, доньки Джона Робартса, І графа Реднор.

### Освіта
Френсіс Блекберн отримав освіту в Дубліні в школі преподобного Вільяма Вайта, перш ніж вступити до Дублінського Трініті-коледжу в 1798 році. Згодом він отримав стипендію, золоту медаль (1803) та інші нагороди. Освіту в Трініті-коледжі завершив у 1806 році, отримав вчене звання магістра, був прийнятий до Старого історичного товариства.

### Кар’єра
У 1805 році Френсіс Блекберн почав працювати адвокатом, мав успішну приватну практику.  Він став широко відомим своїм майстерним володінням усіма галузями Закону та великою здібністю розумової концентрації. У 1822 році Френсіс Блекберн був призначений королівським радником і протягом двох років керував Законом про повстання в Лімерику, фактично відновивши лад і спокій у цьому графстві. У 1826 році він став третім сержантом короля, а в 1830 році був підвищений до другого сержанта. Через рік він був призначений генеральним прокурором Ірландії в адміністрації вігів Ерла Ґрея, «хоча, як відомо, був торі... з огляду на те, що ірландська адміністрація має широку політичну базу», і з цього приводу був приведений до присяги як радник Таємної Ради Ірландії.
Френсіс Блекберн займав посаду генерального прокурора до 1834 року. Він був повторно прийнятий на цю посаду у 1841 році і, прослуживши протягом року, отримав посаду Майстра Рукописів Ірландії. Як генеральний прокурор він зіткнувся з Деніелом О’Коннеллом, з яким його стосунки завжди були поганими, коли він наполягав, всупереч волі О’Коннелла, на призначенні Авраама Брюстера юридичним радником лорд-лейтенанта Ірландії (фактично, заступника). Заява Блекберна про те, що він «не потерпить відмови ратифікувати призначення», свідчить про вплив, яким тоді міг би володіти сильний генеральний прокурор. У 1845 році він був обраний головним суддею Королівського суду в Ірландії. 
Френсіс Блекберн був призначений лорд-канцлером Ірландії в лютому 1852 року, але був замінений у жовтні того ж року. Після чотирирічної перерви він став лордом апеляційного суду канцелярії в Ірландії. У 1858 році «його знову запросив лорд Дербі стати лорд-канцлером, але він відмовився через свій похилий вік і слабке здоров’я. Однак він передумав і вирішив прийняти пропозицію Дербі, але йому сказали, що ця посада була прийнята Джозефом Напіром».
Френсіс Блекберн був гірко розчарований, називаючи це рішення «суворим і жорстоким ударом» і поганою винагородою за жертви, на які він пішов. У 1866 році він почав другий термін на посаді лорд-канцлера, що закінчився його смертю наступного року. Френсіс Блекберн переслідував Даніеля О’Коннелла (який вважав його особистим ворогом) і головував на суді над Вільямом Смітом О’Браєном. З 1851 року він був віце-канцлером Дублінського університету. Будучи відданим віруючим Церкви Ірландії, він виступав проти будь-яких заходів, ворожих її інтересам, стверджуючи, що напад на Церкву є нападом на сам Союз.

### Родина
У 1809 році Френсіс Блекберн одружився з Джейн Мартлі, дочкою Вільяма Мартлі з Балліфоллена, графство Міт та його дружини Елізабет, дочки Річарда Ротвелла з Берфорда, графство Міт. Вони були батьками шести синів і трьох доньок, з яких лише п’ятеро пережили свого батька. Френсіс Блекберн купив замок Ратфарнем у 1852 році, де його родина продовжувала проживати протягом трьох поколінь. Їхній син Едвард Блекберн (1823 – 1902) успадкував замок Ратфарнем.